# Дунаецкий сельский совет (Глуховский район)
Дунаецкий сельский совет (укр. Дунаєцька сільська рада) — входит в состав
Глуховского района
Сумской области
Украины.
Административный центр сельского совета находится в 
с. Дунаец
.

## Населённые пункты совета
- с. Дунаец
- с. Сутиски
- с. Щебры